# Gian Piero Vigna
Gian Piero Vigna (Castell'Alfero, 28 dicembre 1939) è un politico italiano.

## Biografia
Vigna è nato nel 1939 a Castell'Alfero e ha esercitato la professione di avvocato ad Asti.
Esponente del Partito Socialista Democratico Italiano, ha ricoperto la carica di sindaco di Asti per tre mandati (1975–80, 1980–82, 1983–85). È stato inoltre assessore dal 1985 al 1990, rimanendo in consiglio comunale fino al gennaio 1994.
Nel 2007 si candida a sindaco alle elezioni amministrative in rappresentanza di una lista civica, ma ottiene solo il 2,2% dei voti che non gli permettono di essere eletto al consiglio comunale.